# شيان باي
شيان باي (1902-1969) (بالإنجليزية: Chien Pei)‏ هو عالم نبات صيني. قام بوصف عدد من النباتات منها:
- من الفصيلة القضبانية:
  - شجرة القضبان السيبيرية أو البتولا السيبرية (الاسم العلمي:Betula sibirica) وهي اسم مرادف لنبات البتولا القزمة نويع النائي

- من الفصيلة الهليونية:

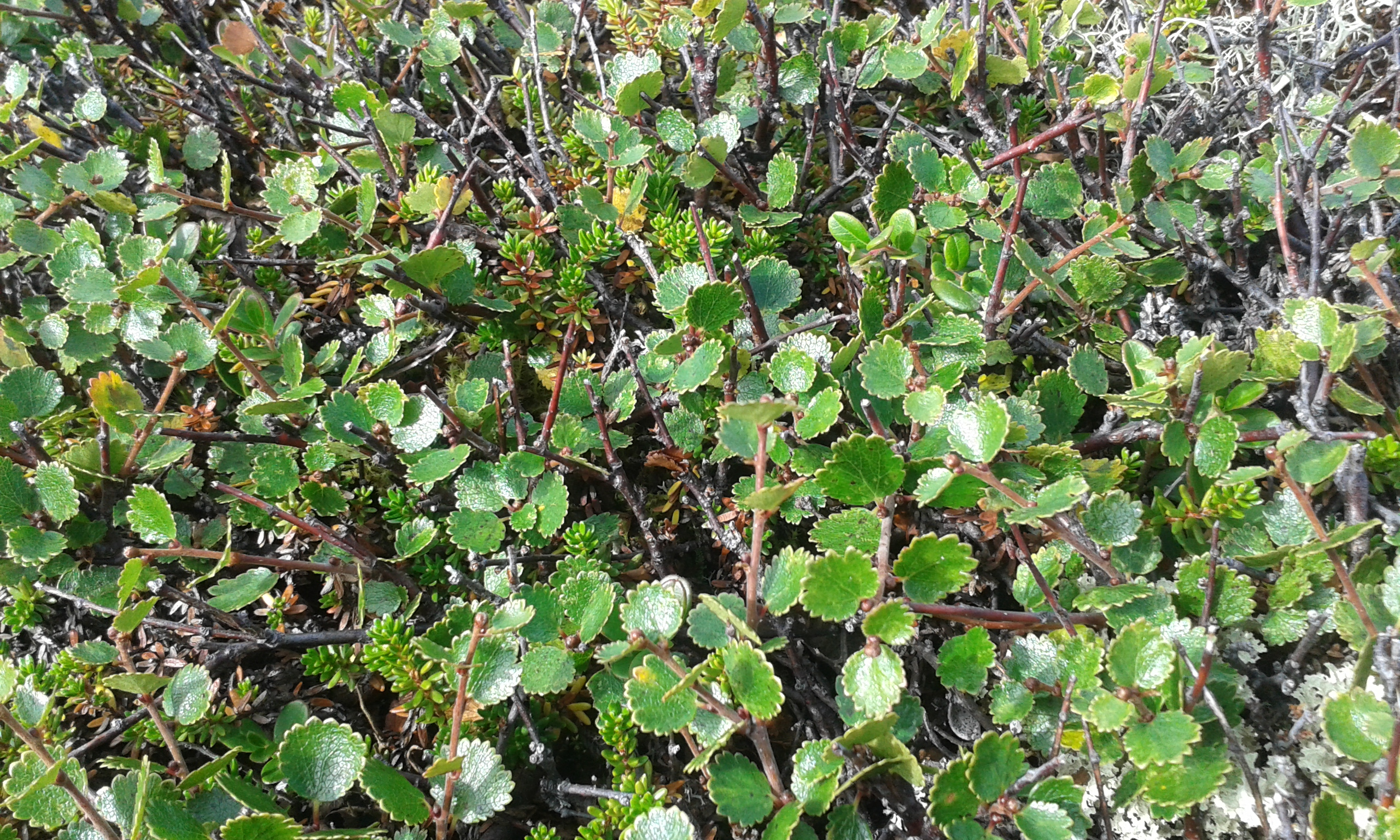
يتولا قزمة

  - دريقة أجمية (الاسم العلمي:Aspidistra caespitosa)
- من الفصيلة الحوذانية:
  - Anemone oligocarpa
  - Anemone petiolulata
  - Anemone tomentosa
  - Clematis chekiangensis
  - Clematis dilatata
  - Clematis kweichowensis
  - Clematis laxipaniculata
- من الفصيلة الشفوية:
  - الأنواع التالية من جنس الشوجب
    - شوجب وبري (الاسم العلمي:Premna pilosa)

  - الأنواع التالية من جنس  جميلة الثمر
    - Callicarpa chinyunensis
    - Callicarpa dielsii
    - Callicarpa hungtaii
    - Callicarpa salicifolia
    - Callicarpa giraldii var. chinyunensis